# Manuel Lazzari
Manuel Lazzari (Valdagno, 29 november 1993) is een Italiaans voetballer die doorgaans speelt als middenvelder. In juli 2019 verruilde hij SPAL voor Lazio. Lazzari debuteerde in 2018 in het Italiaans voetbalelftal.

## Clubcarrière
Lazzari speelde in de jeugd van Montecchio Maggiore en Delta Rovigo en brak uiteindelijk door bij Giacomense. Na één seizoen in het eerste elftal werd deze club onderdeel van fusievereniging SPAL, waar Lazzari ook terechtkwam. In 2014 promoveerde SPAL naar de Serie C, in 2016 naar de Serie B en in 2017 naar de Serie A na een kampioenschap op het tweede niveau. Lazzari maakte zijn debuut op het hoogste niveau op 20 augustus 2017, toen met 0–0 gelijkgespeeld werd tegen Lazio. Hij mocht in de basis beginnen en werd twee minuten voor tijd gewisseld ten faveure van Federico Mattielo. Zijn eerste doelpunt volgde een week later, thuis tegen Udinese. Na een doelpunt van Marco Borriello verdubbelde de middenvelder acht minuten na rust de voorsprong. Door treffers van Bram Nuytinck en Cyril Théréau kwam Udinese langszij, maar in de vierde minuut van de blessuretijd zorgde Luca Rizzo voor de drie punten voor SPAL. Aan het einde van het seizoen 2017/18, waarin SPAL zich handhaafde op het hoogste niveau, verlengde Lazzari zijn contract bij de club tot medio 2023. In de zomer van 2019 verkaste Lazzari voor circa zeventien miljoen euro naar Lazio, waar hij zijn handtekening zette onder een verbintenis voor de duur van vijf seizoenen. Dit contract werd in november 2022 opengebroken en met vier jaar verlengd tot en met het seizoen 2026/27.

## Clubstatistieken
| Seizoen | Club       | Competitie | Competitie | Competitie | Beker | Beker | Internationaal | Internationaal | Totaal | Totaal |
| Seizoen | Club       | Competitie | Wed.       | Dlp.       | Wed.  | Dlp.  | Wed.           | Dlp.           | Wed.   | Dlp.   |
| ------- | ---------- | ---------- | ---------- | ---------- | ----- | ----- | -------------- | -------------- | ------ | ------ |
| 2012/13 | Giacomense | Serie D    | 24         | 0          | 0     | 0     | —              | —              | 24     | 0      |
| 2013/14 | SPAL       | Serie D    | 30         | 0          | 0     | 0     | —              | —              | 30     | 0      |
| 2014/15 | SPAL       | Serie C    | 29         | 0          | 0     | 0     | —              | —              | 29     | 0      |
| 2015/16 | SPAL       | Serie C    | 33         | 2          | 2     | 0     | —              | —              | 35     | 2      |
| 2016/17 | SPAL       | Serie B    | 39         | 0          | 2     | 0     | —              | —              | 41     | 0      |
| 2017/18 | SPAL       | Serie A    | 36         | 2          | 2     | 0     | —              | —              | 38     | 2      |
| 2018/19 | SPAL       | Serie A    | 33         | 0          | 1     | 0     | —              | —              | 34     | 0      |
| 2019/20 | Lazio      | Serie A    | 32         | 0          | 2     | 0     | 6              | 1              | 40     | 1      |
| 2020/21 | Lazio      | Serie A    | 32         | 2          | 2     | 0     | 5              | 0              | 39     | 2      |
| 2021/22 | Lazio      | Serie A    | 31         | 3          | 2     | 0     | 6              | 0              | 39     | 3      |
| 2022/23 | Lazio      | Serie A    | 28         | 0          | 2     | 0     | 7              | 0              | 37     | 0      |
| 2023/24 | Lazio      | Serie A    | 24         | 0          | 2     | 0     | 7              | 0              | 33     | 0      |
| 2024/25 | Lazio      | Serie A    | 23         | 0          | 2     | 0     | 7              | 0              | 32     | 0      |
| Totaal  | Totaal     | Totaal     | 394        | 9          | 19    | 0     | 38             | 1              | 451    | 10     |

Bijgewerkt op 22 april 2025.

## Interlandcarrière
Lazzari maakte zijn debuut in het Italiaans voetbalelftal op 10 september 2018, toen met 1–0 verloren werd van Portugal. André Silva tekende drie minuten na rust voor het enige doelpunt van de wedstrijd. Lazzari mocht van bondscoach Roberto Mancini in de basis beginnen en hij de hele wedstrijd mee. De andere debutant dit duel was Emerson Palmieri (Chelsea). Lazzari werd in mei 2021 door Mancini opgenomen in de voorselectie van het Italiaans voetbalelftal voor het uitgestelde EK 2020. Mancini besloot dertien dagen na het bekendmaken van de voorselectie deze in te krimpen. Lazzari was een van de afvallers.
| Interlands van Manuel Lazzari voor Italië | Interlands van Manuel Lazzari voor Italië | Interlands van Manuel Lazzari voor Italië | Interlands van Manuel Lazzari voor Italië | Interlands van Manuel Lazzari voor Italië | Interlands van Manuel Lazzari voor Italië | Interlands van Manuel Lazzari voor Italië |
| №                                         | Datum                                     | Wedstrijd                                 | Uitslag                                   | Competitie                                | Goals                                     |                                           |
| Als speler bij SPAL                       | Als speler bij SPAL                       | Als speler bij SPAL                       | Als speler bij SPAL                       | Als speler bij SPAL                       | Als speler bij SPAL                       | Als speler bij SPAL                       |
| ----------------------------------------- | ----------------------------------------- | ----------------------------------------- | ----------------------------------------- | ----------------------------------------- | ----------------------------------------- | ----------------------------------------- |
| 1                                         | 10 september 2018                         | Portugal – Italië                         | 1 – 0                                     | Nations League 2018/19                    |                                           |                                           |
| Als speler bij Lazio                      |                                           |                                           |                                           |                                           |                                           |                                           |
| 2                                         | 7 oktober 2020                            | Italië – Moldavië                         | 6 – 0                                     | Vriendschappelijk                         |                                           |                                           |
| 3                                         | 1 juni 2022                               | Italië – Argentinië                       | 0 – 3                                     | Vriendschappelijk                         |                                           |                                           |

Bijgewerkt op 22 april 2025.

## Erelijst
| Competitie |        |         |      |      |
| Competitie | Aantal | Jaren   |      |      |
| SPAL       | SPAL   | SPAL    | SPAL | SPAL |
| ---------- | ------ | ------- | ---- | ---- |
| Serie B    | 1      | 2016/17 |      |      |
| Lazio      |        |         |      |      |
| Supercoppa | 1      | 2019    |      |      |